# Polydora
Polydora är ett släkte av ringmaskar som beskrevs av Bosc 1802. Polydora ingår i familjen Spionidae.

## Dottertaxa tillPolydora, i alfabetisk ordning[1][2]
- Polydora abranchiata
- Polydora aciculata
- Polydora aggregata
- Polydora alborectalis
- Polydora alloporis
- Polydora anoculata
- Polydora anophthalma
- Polydora antonbruunae
- Polydora aura
- Polydora barbilla
- Polydora bioccipitalis
- Polydora blakei
- Polydora brevipalpa
- Polydora californica
- Polydora capensis
- Polydora carunculata
- Polydora caulleryi
- Polydora cavitensis
- Polydora ciliata
- Polydora cirrosa
- Polydora colonia
- Polydora concharum
- Polydora convexa
- Polydora cornuta
- Polydora curiosa
- Polydora derjugini
- Polydora ecuadoriana
- Polydora flava
- Polydora fulva
- Polydora fusca
- Polydora gaikwadi
- Polydora glycymerica
- Polydora goreensis
- Polydora gracilis
- Polydora hartmanae
- Polydora haswelli
- Polydora hermaphroditica
- Polydora heterochaeta
- Polydora hoplura
- Polydora hornelli
- Polydora kaneohe
- Polydora langerhansi
- Polydora laticephala
- Polydora latispinosa
- Polydora ligni
- Polydora limicola
- Polydora mabinii
- Polydora maculata
- Polydora magellanica
- Polydora magna
- Polydora monilaris
- Polydora mossambica
- Polydora narica
- Polydora neocaeca
- Polydora neocardalia
- Polydora normalis
- Polydora notialis
- Polydora nuchalis
- Polydora pacifica
- Polydora paucibranchis
- Polydora pencillata
- Polydora peristomialis
- Polydora pilikia
- Polydora pilocollaris
- Polydora plena
- Polydora posthamata
- Polydora protuberata
- Polydora punctata
- Polydora pygidialis
- Polydora quadrilobata
- Polydora rickettsi
- Polydora robi
- Polydora rogeri
- Polydora spondylana
- Polydora spongicola
- Polydora tentaculata
- Polydora tetrabranchia
- Polydora tridenticulata
- Polydora triglanda
- Polydora trilobata
- Polydora umangivora
- Polydora uncinata
- Polydora uschakovi
- Polydora variegata
- Polydora websteri
- Polydora villosa
- Polydora wobberi
- Polydora wolokowensis
- Polydora woodwicki
- Polydora vulcanica
- Polydora vulgaris